# 管家理论
管家理论（英文：Stewardship theory）认为：经理人自己会像负责任的管家一样妥善管理他自己所受托管的资产。美国政治中的一个管家理论的例子是，除非被宪法所禁止，总统治理国家应该基于尽其所能实现国家利益的信念。
管家理论提供了一个与代理问题相反的视角，代理问题假设经理人会以股东的利益为代价实现自己的利益。代理问题设定了一套机制来减少损失，比如激励经理——在经济上奖励经理来最大化股东的利益。